# Aloe brunneostriata
Aloe brunneostriata (укр. Алое бруннеостріата, Алое коричневострунке)  — сукулентна рослина роду алое.

## Етимологія
Видова назва дана через струнке листя, від лат. brunneus — коричневий, лат. striatus — стрункий.

## Історія
Aloe brunneostriata вперше описаний британським ботаніком Сьюзан Картер Голмс і південноафриканським ботаніком грецького походження Джоном Якобом Лавраносом в журналі Американського товариства любителеів кактусів і сукулентів (англ. Cactus and Succulent Society of America) «Cactus and Succulent Journal».

## Морфологічні ознаки
Рослини формують невеликі групи. Стебла до 40 см заввишки, косо висхідні. Листя від 10 до 30 см завдовжки, 7 см завширшки, ланцетні, кремово-жовті, з численними поздовжними червоно-коричневими лініями; поля зубчасті, зубці менше 0,5 мм завдовжки. Суцвіття з до 12 гілок, 50-60 см заввишки; китиці подовжені. Квіти жовті, оцвітина 16-20 мм завдовжки. Пильовики виходять на 5 мм.

## Екологія
Росте в напівпустельній області на вапняках на висоті 640 м над рівнем моря.

## Місця зростання
Aloe brunneostriata є ендемічним видом Сомалі, де відомий лише з одного місця в північній частині країни.

## Охоронний статус
Aloe brunneostriata входить до Червоного Списку Міжнародного Союзу Охорони Природи видів на межі зникнення (CR). Вид відомий лише з одного місця в північній частині Сомалі. Площа, на якій він зростає, розміром з футбольне поле (менше одного кілометра в квадраті). Є ознаки того, що в цій області випасовують худобу, що може призвести до витоптування окремих рослин. Інший ознаки вказують на те, що вид використовується в лікувальних цілях.
Вид включений до додатку II конвенції про міжнародну торгівлю видами дикої фауни і флори, що перебувають під загрозою зникнення (CITES).
Aloe brunneostriata намагалися вирощувати в Королівських ботанічних садах в К'ю, але рослини не збереглися.